# Desider-Friedmann-Platz
Der Desider-Friedmann-Platz befindet sich im 1. Wiener Gemeindebezirk Innere Stadt. Er wurde 1990 nach Desider Friedmann benannt, der von 1933 bis 1938 der erste zionistische Präsident der Israelitischen Kultusgemeinde Wien war.

## Geschichte
Auf dem Gebiet des heutigen Desider-Friedmann-Platzes befand sich der schon 1204 nachweisbare Dreifaltigkeitshof. Die Häuser Judengasse 10 und 12 wurden 1910 demoliert, und an ihrer Stelle entstanden der Platz und die Fleischmarktstiege. Sie wurden dem verlängerten Fleischmarkt zugeschlagen, der bis dahin lediglich bis zur Rotenturmstraße reichte. 1990 wurde der Platz als eigene Verkehrsfläche nach Desider Friedmann benannt.
1981 kam es hier zu einem Attentat palästinensischer Terroristen. Auch im November 2020 ereignete sich der Terroranschlag in Wien 2020 mit 4 Toten und 23 Verletzten. 

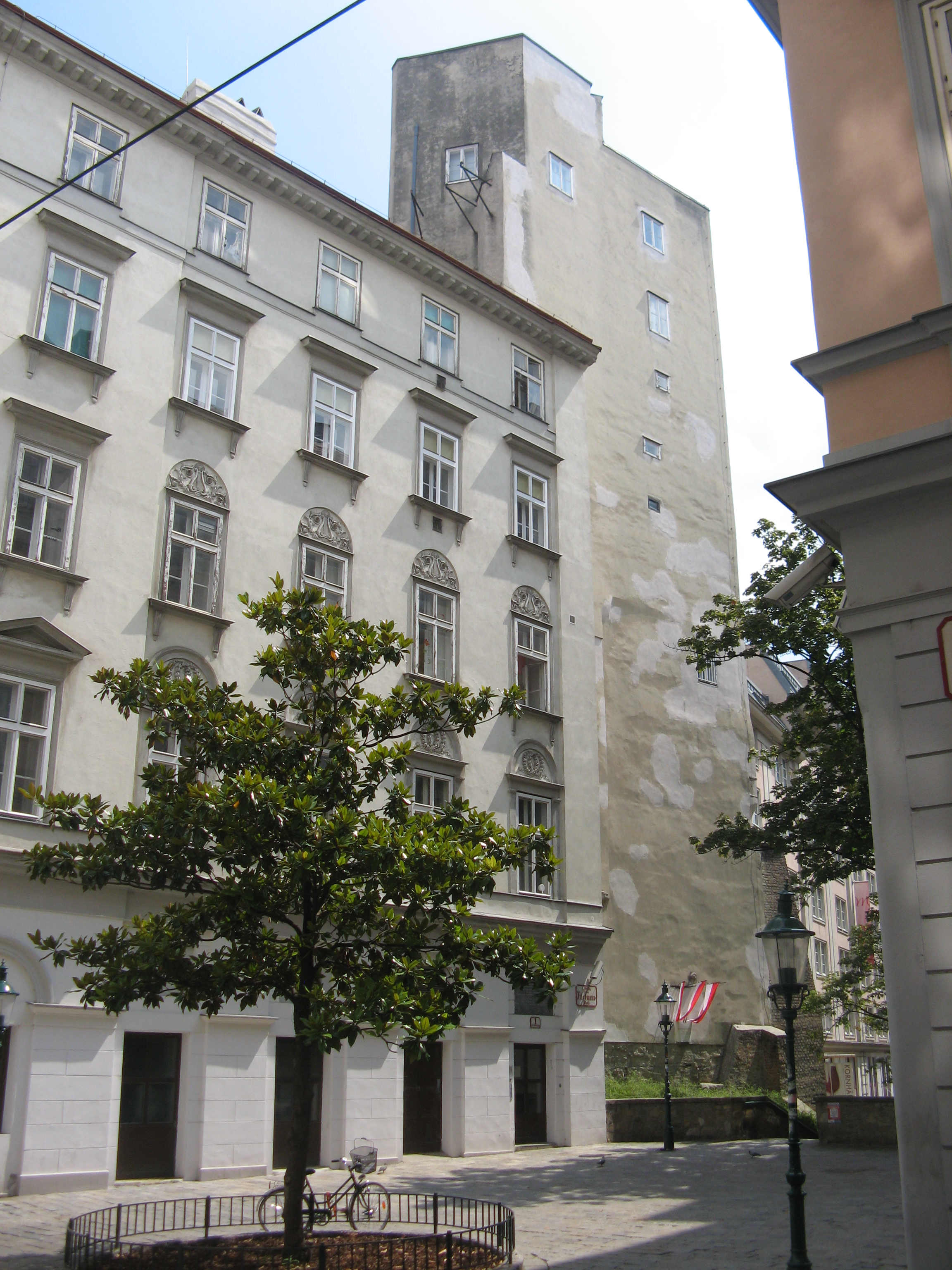
Desider-Friedmann-Platz 1 (1825–1827) von Joseph Kornhäusel

## Lage und Charakteristik
Der Desider-Friedmann-Platz befindet sich zwischen der Judengasse im Westen und der Jerusalemstiege im Osten. In unmittelbarer Nähe liegen mehrere jüdische Einrichtungen, wie der Wiener Stadttempel in der Seitenstettengasse und ein koscheres Restaurant in der Judengasse. Der Platz bildet mit einigen angrenzenden Gassen eine Fußgängerzone. In seiner Mitte steht ein einzelner Baum (Magnolie), wie auch ein weiterer bei der Jerusalemstiege. Der Platz wird gerne von Touristen frequentiert. Die angrenzenden Häuser bilden ein spätklassizistisches und frühhistoristisches Ensemble aus der 1. Hälfte des 19. Jahrhunderts und stehen unter Denkmalschutz.

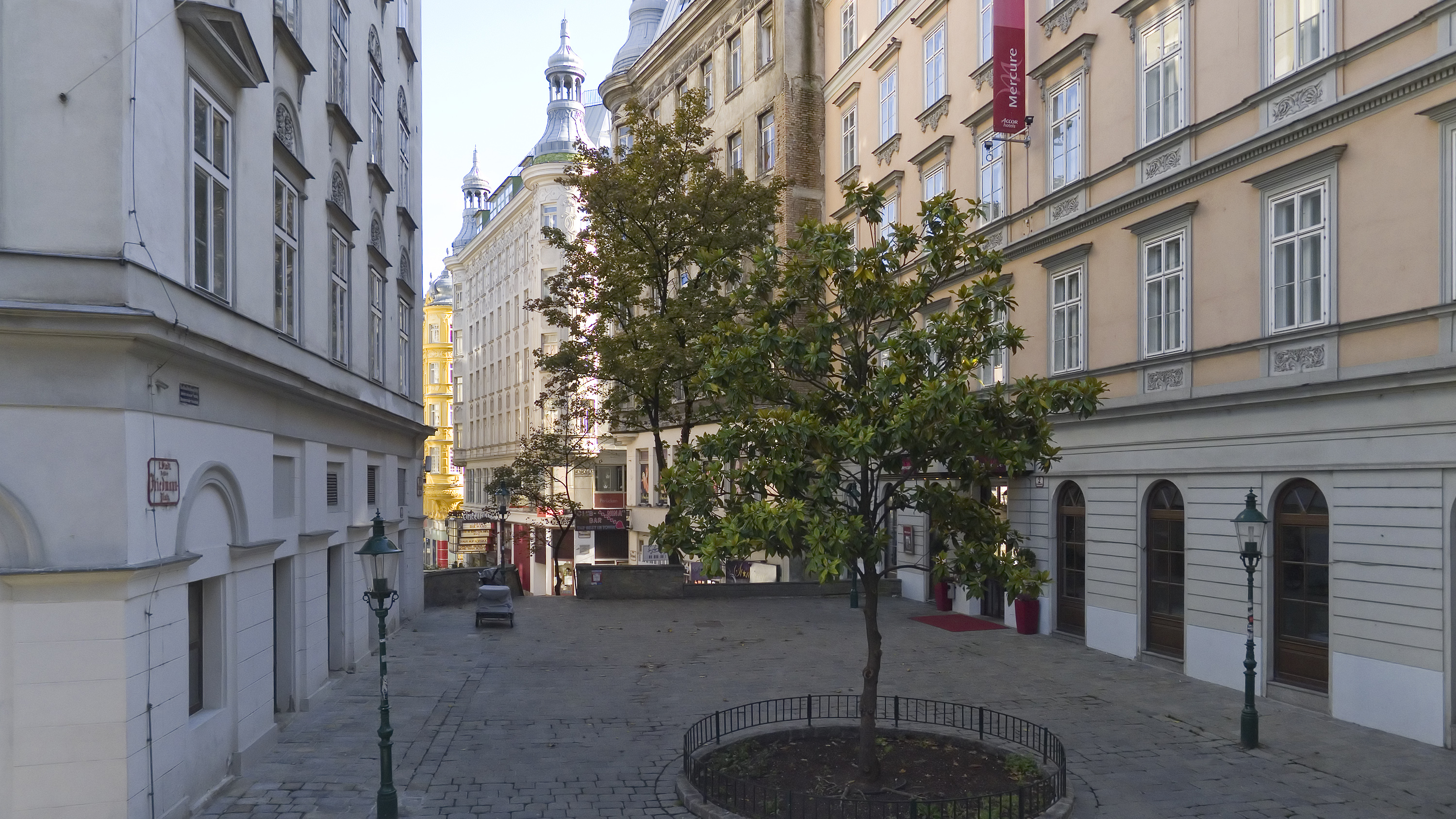
Desider-Friedmann-Platz in Richtung Fleischmarkt nach Osten

## Bauwerke

### Nr. 1: Kornhäuselturm
Im Mittelalter befand sich hier die erstmals 1204 erwähnte Judenschule der ältesten Wiener Judengemeinde. Das spätklassizistische Wohnhaus befindet sich zwischen Seitenstettengasse, Judengasse und Desider-Friedmann-Platz. Es wurde 1825–1827 von Joseph Kornhäusel errichtet. Besonders bemerkenswert ist der neungeschoßige Atelierturm Kornhäusels, der sogenannte Kornhäuselturm. Er war seinerzeit der höchste profane Turm Wiens. Kornhäusel selbst lebte und starb in dem Wohnhaus. Auch Adalbert Stifter wohnte 1842–1846 hier und beobachtete vom Turm aus die totale Sonnenfinsternis von 1842.
Das Gebäude liegt an der Hauptadresse Seitenstettengasse 2.

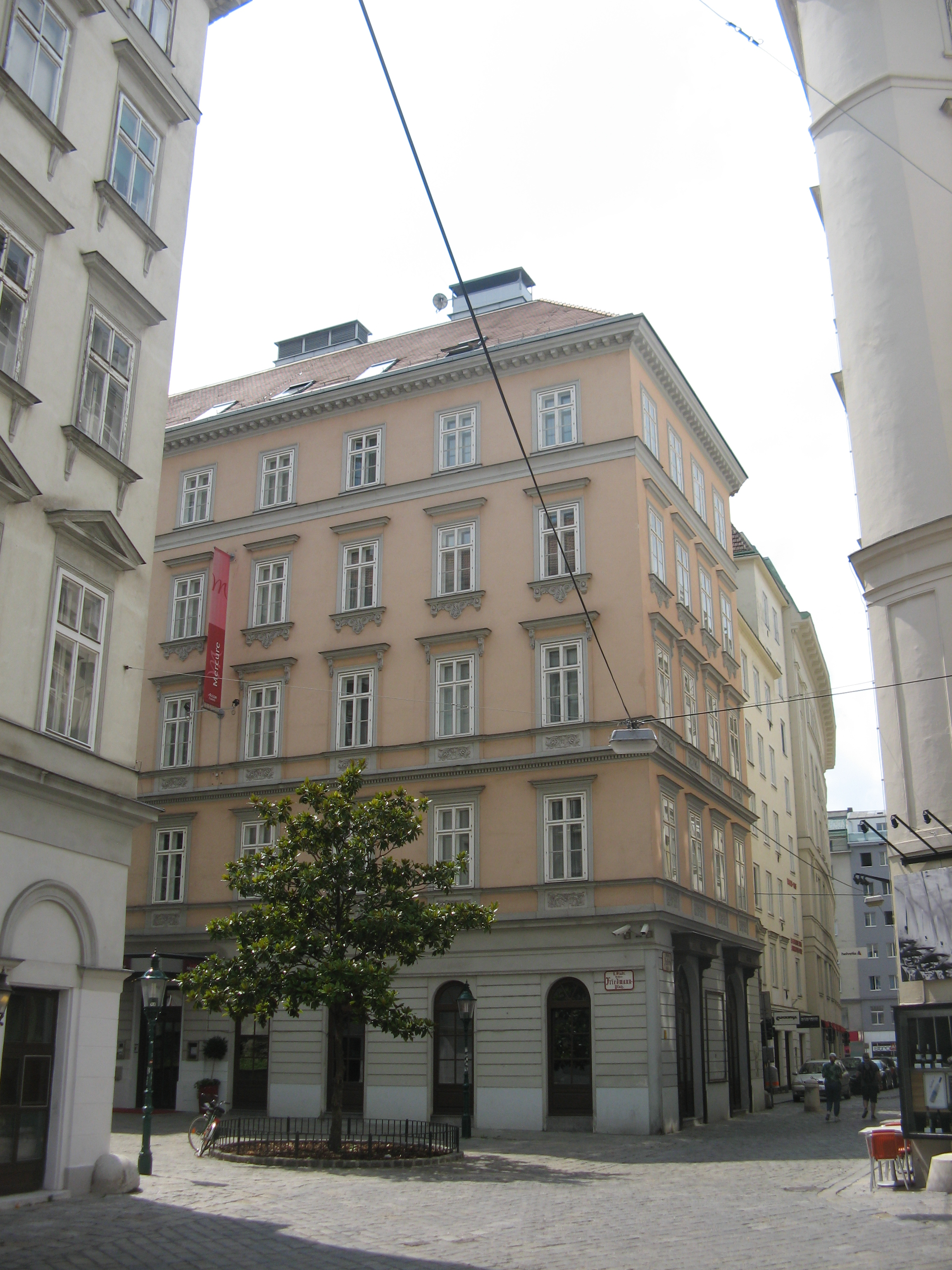
Desider-Friedmann-Platz 2 (1844) von Carl Högl

### Nr. 2: Frühhistoristisches Eckhaus
Das frühhistoristische Gebäude wurde 1844 von Carl Högl erbaut. Es besitzt fünf Geschoße und liegt an der Ecke zur Judengasse. Der Sockel des Hauses ist genutet mit Rundbögen. Die Fassade wird durch Gesimse und gerade verdachte Fenster gegliedert, deren Parapete dekorative Reliefs aufweisen. Im Inneren wurde es 1990 völlig verändert und beherbergt nun ein Hotel.